# GoalRef
GoalRef ist ein magnetfeldbasierendes Torentscheidsystem, mittels dessen strittige Torsituationen geklärt werden können. Entwickelt wurde es vom Fraunhofer-Institut für Integrierte Schaltungen und dem  dänischen Sportartikelhersteller Select Sport und ist seit 2012 eine von der FIFA lizenzierte Torlinientechnologie.

## Funktion
Im Ball sind drei leichte Spulen integriert, die durch Induktion ein Magnetfeld hervorrufen, sobald sie in das im Tor herrschende schwach elektromagnetische Feld gelangen. Die  Wechselwirkung zwischen Tor-Magnetfeld und Fußball-Magnetfeld wird von den Spulen hinter der Latte detektiert. Die Daten der Antennen werden zur Auswerteeinheit weitergeleitet. In der kleinen Recheneinheit wird dann die eindeutige Entscheidung in Sekundenbruchteilen gefällt. Handelt es sich um ein Tor, erhält der Schiedsrichter über verschlüsselte Funktechnologie die Nachricht „Goal“ und ein Vibrieren auf seiner Armbanduhr.

## Geschichte
Seit 2003 entwickelt das Fraunhofer IIS Sporttechnologien. 2008 wurde GoalRef bei der U-20-Handball-WM der Frauen in Mazedonien eingesetzt. Ab 2010 wurde begonnen, GoalRef an den Fußball anzupassen. 2011 wurde dann die erste Testphase der FIFA durchlaufen. Nur zwei Technologien schafften dies. GoalRef wurde auch in der dänischen Superliga getestet.
2012 gingen dann die Tests in die zweite Runde, mit mehreren Tausend Torschüssen schaffte es GoalRef die Vorgaben einzuhalten. Das System wurde auch bei den Spielen der Klub-WM 2012 im Nissan-Stadion von Yokohama eingesetzt. Danach wurde es 2013 bei der Copa Amsterdam erfolgreich getestet. Eine Kombination aus GoalRef-GoalControl-Technologie wurde beim FIFA-Konföderationen-Pokal 2013 eingesetzt.

## Einsatzbereiche
Das System ist auch in anderen Ballsportarten wie dem Handball einsetzbar. Wetter und Sichtverhältnisse beeinträchtigen das System aufgrund der Funktion mittels Funk nicht. Die Datenübertragung von der Auswerteeinheit zum Schiedsrichter geschieht mittels verschlüsselter Übertragung. Durch die Spulen im Ball kann er den Ball von ähnlichen Gegenständen, welche zum Beispiel Kameras als Ball interpretieren würden, unterscheiden. Auch kann der Torwart komplett auf dem Ball liegen, oder Spieler im Tor stehen, ohne das System zu beeinflussen.